# 안도라의 경제
안도라의 경제는 금융, 소매, 관광에 의해 발전된 자유 시장 경제이다. 2007년 안도라의 국내총생산은 36억 6천만 달러였다. 자유항으로서 프랑스와 스페인에서 온 쇼핑객들에게 매력적인 안도라는 또한 활발한 여름과 겨울 관광 리조트를 개발했다. 약 270개의 호텔과 400개의 레스토랑과 많은 상점이 있는 관광업은 점점 더 많은 국내 노동력을 고용하고 있다. 연간 약 1300만 명의 관광객이 방문한다.
수입 공산품 등 소비재 무역이 상당히 활발한데, 이는 면세품이기 때문에 안도라가 주변국에 비해 덜 비싸다. 안도라의 면세 지위는 유럽 연합(EU)과의 관계에 대한 논쟁에도 상당한 영향을 미쳤다. EU와의 면세 지위와 관계에 대한 협상은 스페인이 가입한 직후인 1987년에 시작되었다. 1991년 7월 발효된 협정은 면세 쿼터를 정하고, 주로 우유, 담배, 알코올 음료 등 특정 품목에 제한을 두고 있다. 안도라는 다른 EU 국가들과 가격 차이를 유지할 수 있도록 허용되며, 방문객들은 제한된 면세 혜택을 누린다.
지금까지 안도라의 선거 결과는 많은 사람들이 정부의 개혁안을 지지하고 국가가 계속해서 번영을 누리기 위해서는 어느 정도 유럽 연합에 통합되어야 한다고 믿는다는 것을 나타낸다. 비록 경작지가 국가의 2% 미만으로 구성되어 있지만, 관광업이 급증하기 전까지는 농업이 안도라 경제의 버팀목이었다. 양 사육은 주요한 농업 활동이었지만, 담배 재배는 수익성이 있다. 안도라의 음식 대부분은 수입품이다.
수공예품 외에도, 제조업에는 국내 및 수출 시장을 위한 시가, 담배, 가구 등이 포함된다. 26.5메가와트의 용량을 가진 레에스칼레스의 수력발전소는 안도라 전력의 40%를 공급하고, 스페인은 나머지를 공급한다.

## 개요
관광은 안도라 경제의 버팀목이며, GDP의 약 80%를 차지한다. 안도라의 면세 지위와 여름과 겨울 휴양지에 이끌려 연간 약 900만 명의 관광객이 방문한다. 안도라의 비교우위는 최근 이웃 프랑스와 스페인의 경제가 개방되면서 상품의 가용성이 넓어지고 관세가 낮아지면서 잠식되고 있다. 조세 피난처인 은행 부문도 경제에 크게 기여한다. 농업 생산은 경작지의 부족에 의해 제한되고, 대부분의 식량들은 수입되어야 한다. 주요 가축 활동은 양 사육이다. 제조업은 주로 담배, 시가, 가구로 이루어져 있다. 안도라는 EU 관세 동맹의 회원국으로, 공산품 무역(관세 없음)에 대해 EU 회원국으로 취급받는다.